# 北海道道1163号丸瀬布インター線

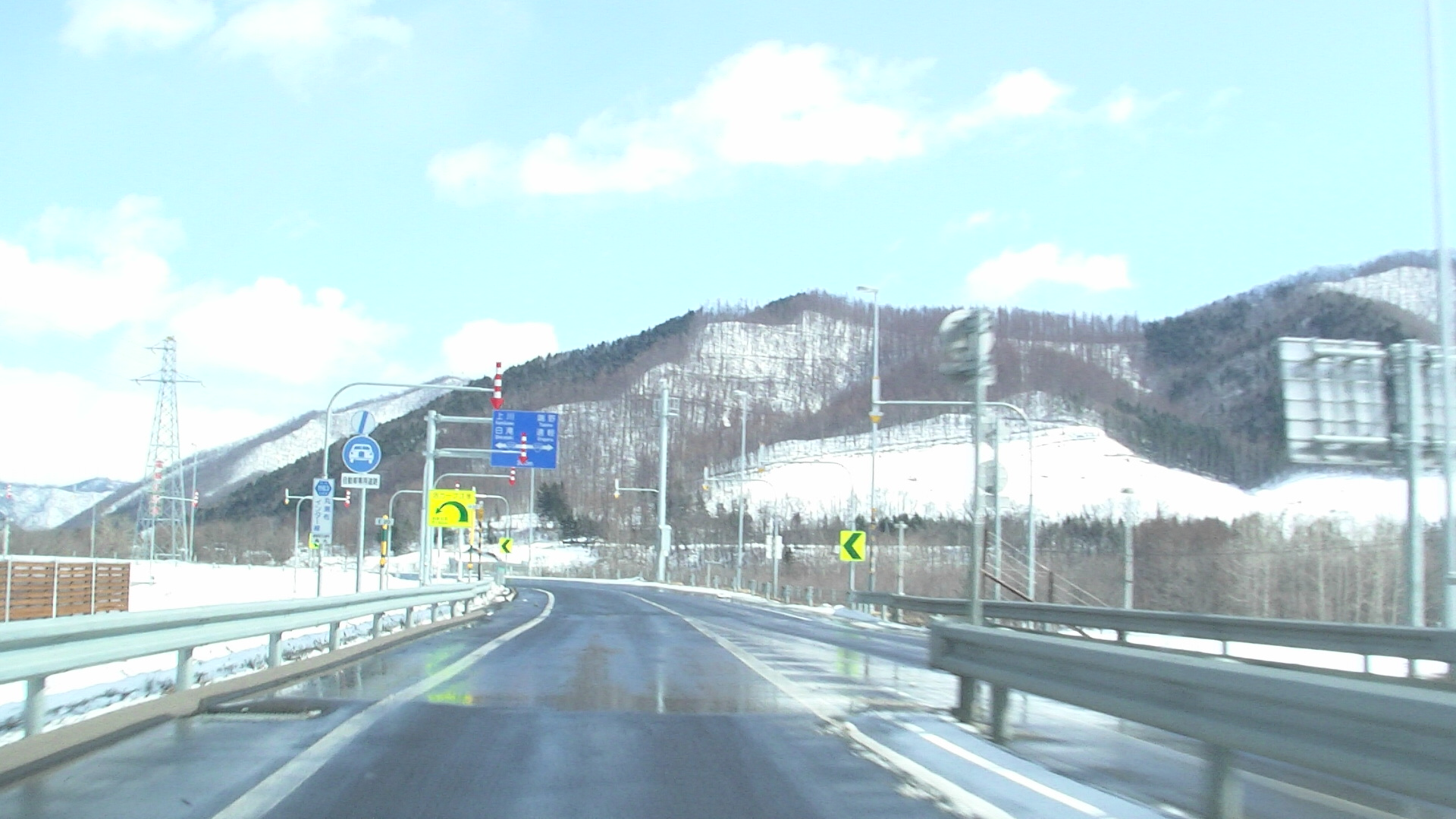
終点

北海道道1163号丸瀬布インター線（ほっかいどうどう1163ごう まるせっぷインターせん）は、北海道遠軽町内を結ぶ一般道道（北海道道）である。

## 概要

### 路線データ
- 起点 : 北海道紋別郡遠軽町丸瀬布南丸（国道333号交点）
- 終点 : 北海道紋別郡遠軽町丸瀬布南丸（旭川紋別自動車道 丸瀬布IC）
- 総延長 : 0.4km

## 歴史
- 2000年（平成12年）12月12日 - 路線認定[1]。
- 2007年（平成19年）3月18日 - 全線開通。

## 地理

### 通過する自治体
- オホーツク総合振興局
  - 紋別郡遠軽町

### 主な接続道路
遠軽町
- 国道333号 - 丸瀬布南丸
- E39 旭川紋別自動車道 丸瀬布IC - 丸瀬布南丸